# Cirina
Cirina é um gênero de mariposa pertencente à família Bombycidae.